# Cormack
Cormack es un pueblo canadiense situado en la provincia de Terranova y Labrador.

## Superficie
Cormack tiene una superficie de 133,65 km².

## Demografía
En 2021, tenía 492 habitantes, una densidad poblacional de 3,7 hab./km², y 230 viviendas.